# Zotye T600
| Sterne im C-NCAP-Crashtest (2014) |

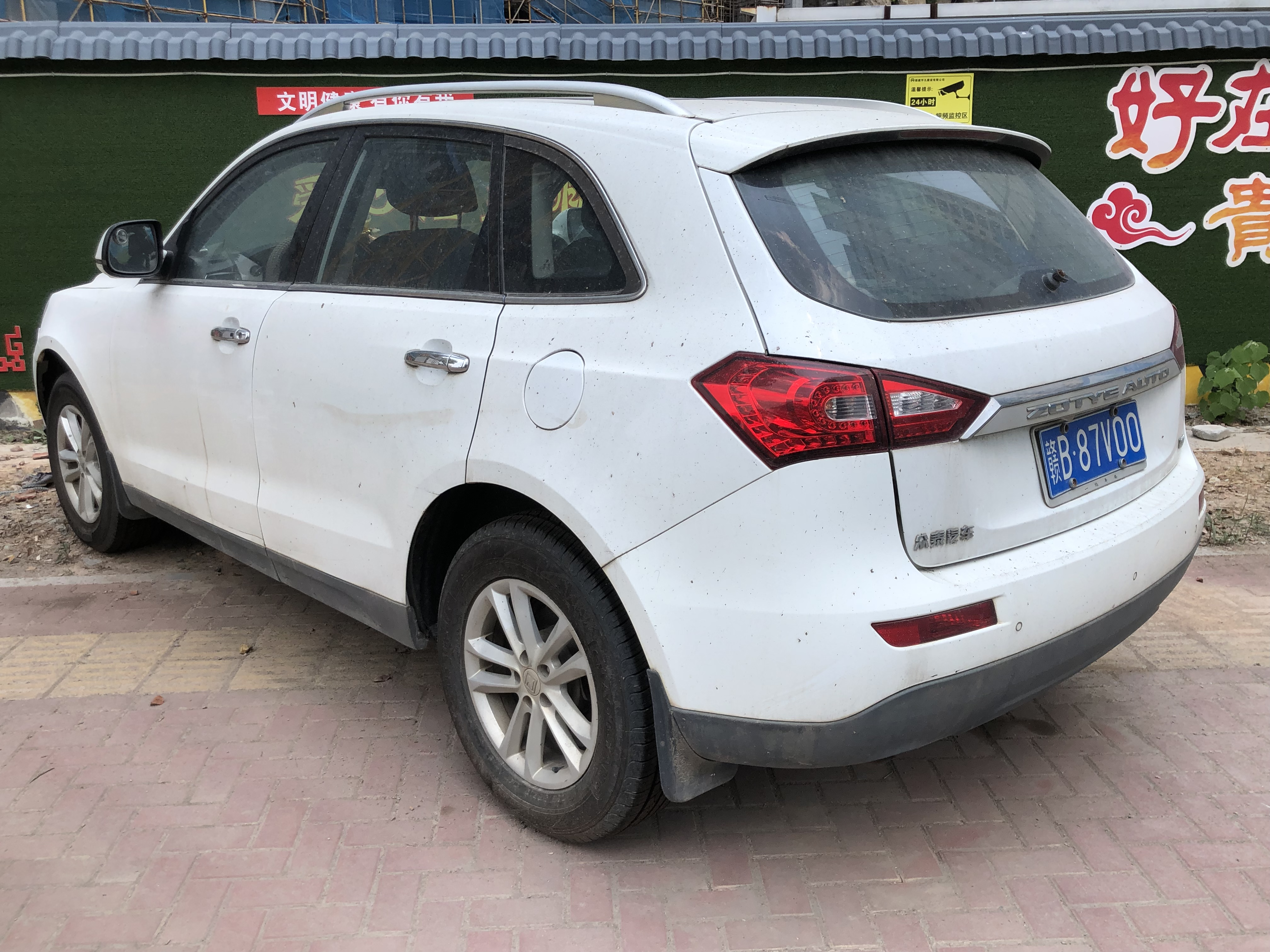
Heckansicht

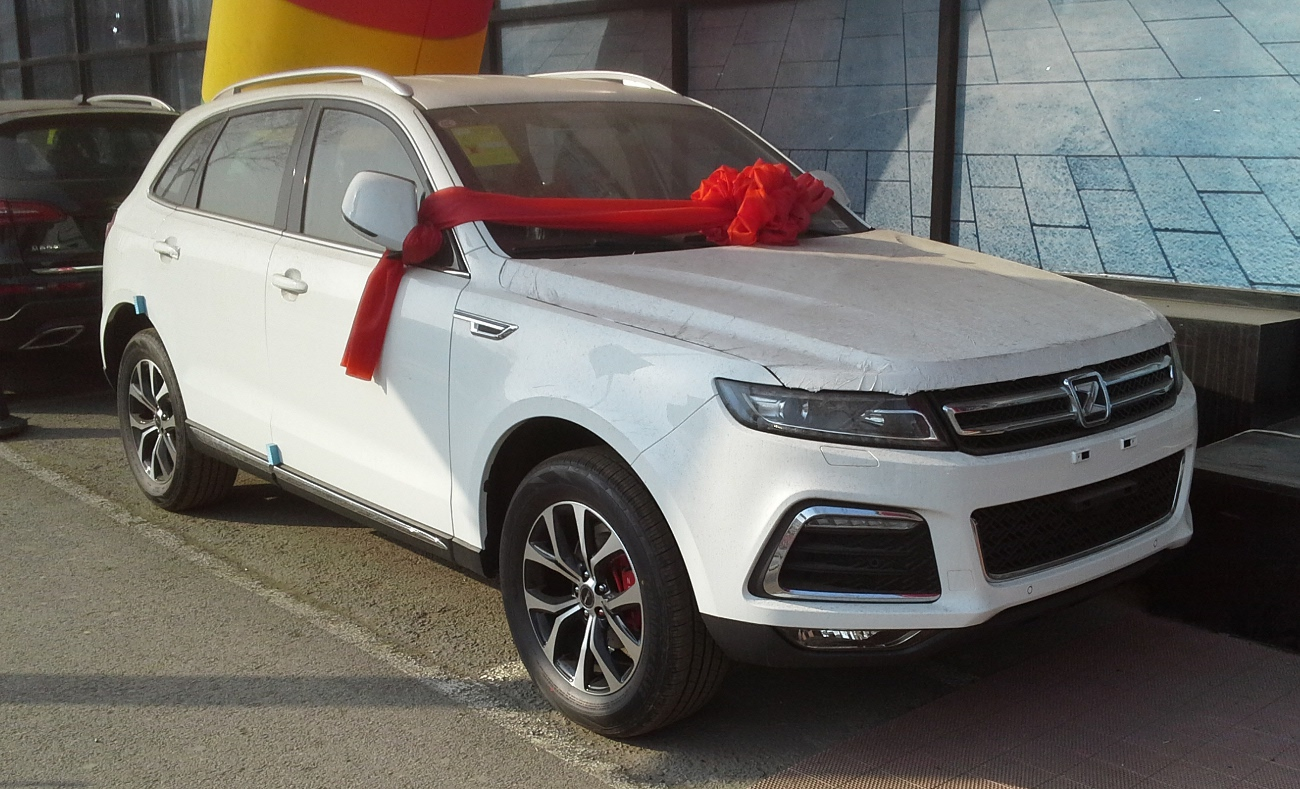
Zotye T600S (2016–2020)

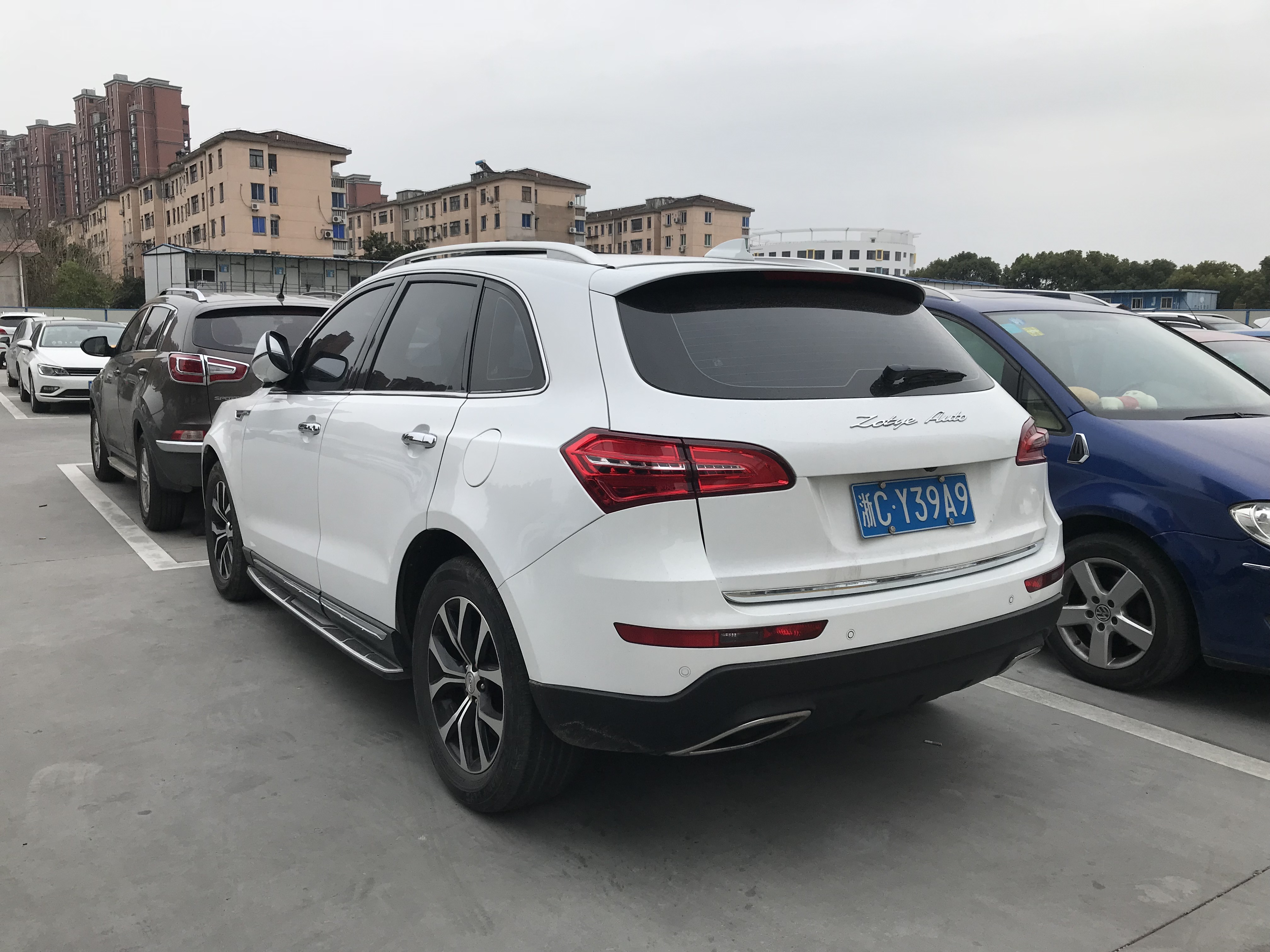
Heckansicht

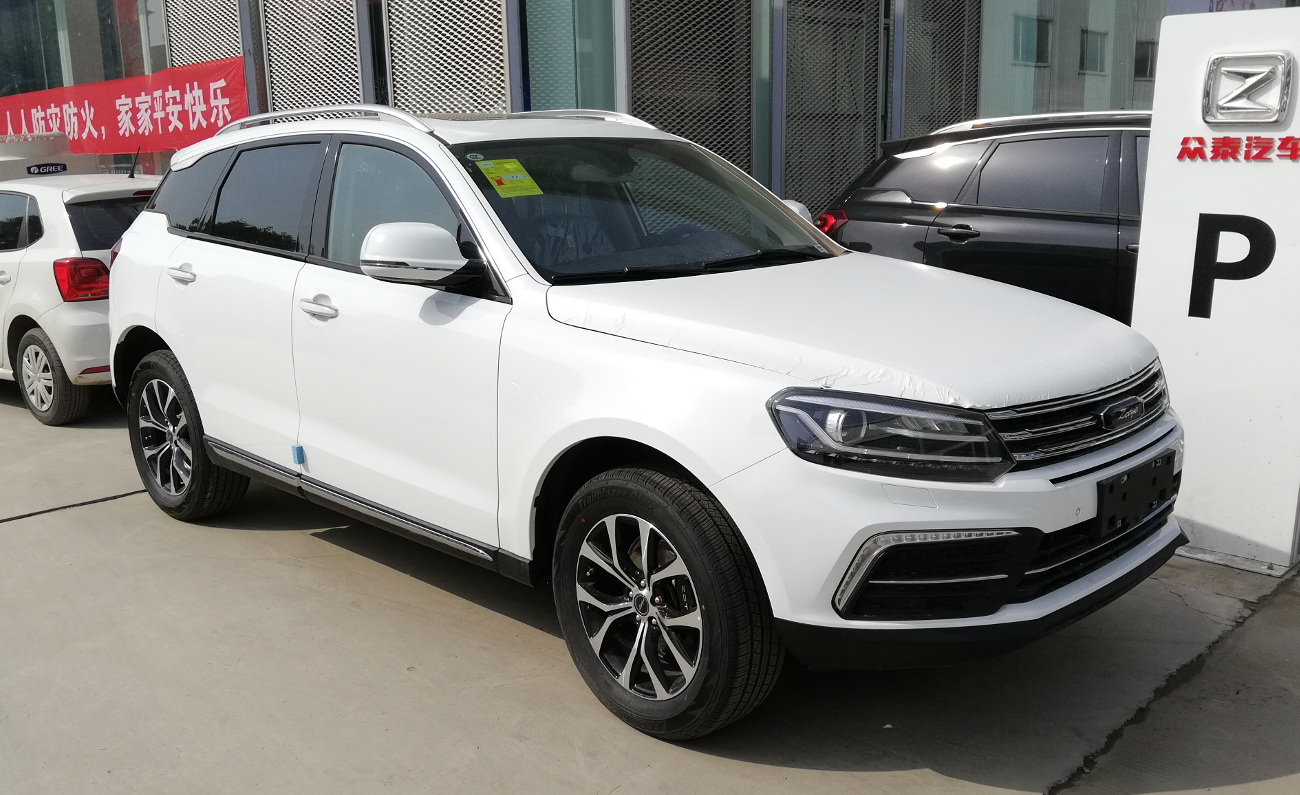
Zotye T600 Coupé (2017–2020)

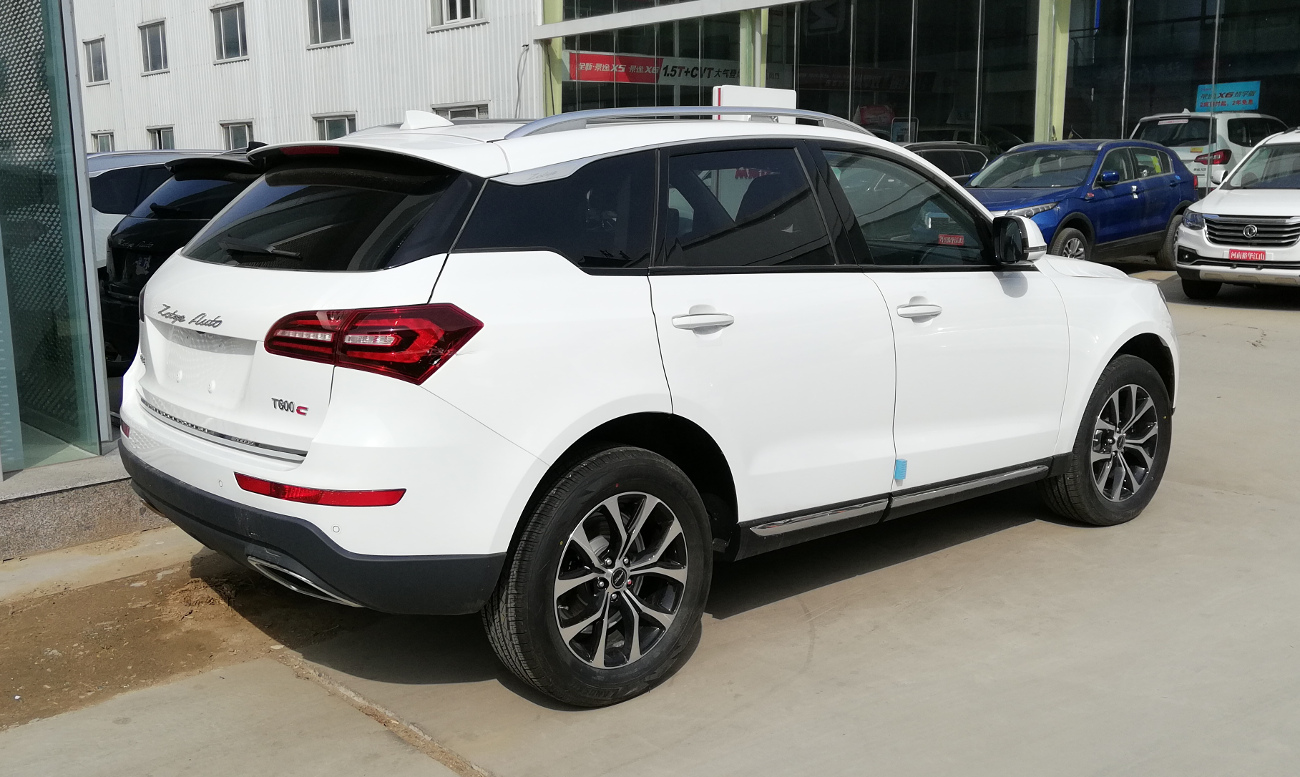
Heckansicht

Der Zotye T600 ist ein Sport Utility Vehicle des chinesischen Automobilherstellers Zotye.

## Geschichte

### T600
Der T600 debütierte auf der Shanghai Auto Show 2011 als Konzeptfahrzeug. Die Produktion des Serienfahrzeugs lief im Dezember 2013 an, noch im selben Monat startete der Verkauf. Zum Marktstart war der Fünfsitzer nur mit einem 1,5 Liter großen, 119 kW (162 PS) starken Ottomotor verfügbar. Auf der Beijing Auto Show im April 2014 wurde das Fahrzeug mit einem 140 kW (190 PS) starken 2,0-Liter-Turbomotor von Mitsubishi Motors präsentiert.
Optisch ähnelt das Fahrzeug dem VW Touareg II und dem Audi Q5.

### T600 S
Im Mai 2016 kam mit dem Zotye T600 S eine Variante mit sportlicherem Aussehen in den Handel. Im Vergleich zum T600 ist sie 17 Millimeter länger und 8 Millimeter flacher. Antriebsseitig kommen die Motoren aus dem T600 zum Einsatz.

### T600 Coupé
Als dritte Variante des T600 wurde im Frühjahr 2017 das Zotye T600 Coupé eingeführt. Erstmals als Konzeptfahrzeug T600 S concept wurde diese Variante auf der Shanghai Auto Show im April 2015 vorgestellt. Im Vergleich zum T600 ist das T600 Coupé 23 Millimeter länger und 2 Millimeter höher. Antriebsseitig kommt der aus dem T600 bekannte 1,5-Liter-Ottomotor zum Einsatz, der im T600 Coupé jedoch 4 kW weniger leistet. Außerdem ist ein 1,8-Liter großer Turbomotor verfügbar.
Der Hersteller folgt mit dem Fahrzeug der Philosophie von Great Wall Motor, die im Juni 2015 vom Haval H6 auch eine fünftürige, Coupé genannte Variante in den Handel brachten.

## Technische Daten
|                                | T600 1.5T                     | T600 2.0T                        | T600S 1.5T                    | T600S 2.0T                       | T600 Coupé 1.5T               | T600 Coupé 1.8T                | T600 1.5T                     | T600 1.8 T                     |
| Bauzeitraum                    | 12/2013–10/2018               | 04/2014–10/2018                  | 05/2016–10/2018               | 05/2016–10/2018                  | 03/2017–10/2018               | 03/2017–10/2018                | 10/2018–03/2020               | 10/2018–03/2020                |
| Motorkenndaten                 |                               |                                  |                               |                                  |                               |                                |                               |                                |
| Motortyp                       | Reihen-Vierzylinder-Ottomotor | Reihen-Vierzylinder-Ottomotor    | Reihen-Vierzylinder-Ottomotor | Reihen-Vierzylinder-Ottomotor    | Reihen-Vierzylinder-Ottomotor | Reihen-Vierzylinder-Ottomotor  | Reihen-Vierzylinder-Ottomotor | Reihen-Vierzylinder-Ottomotor  |
| Motoraufladung                 | Turbolader                    | Turbolader                       | Turbolader                    | Turbolader                       | Turbolader                    | Turbolader                     | Turbolader                    | Turbolader                     |
| Hubraum                        | 1498 cm³                      | 1997 cm³                         | 1498 cm³                      | 1997 cm³                         | 1499 cm³                      | 1799 cm³                       | 1499 cm³                      | 1799 cm³                       |
| max. Leistung bei min−1        | 119 kW (162 PS) / 5500        | 140 kW (190 PS) / 5500           | 119 kW (162 PS) / 5500        | 140 kW (190 PS) / 5500           | 115 kW (156 PS) / 5600        | 130 kW (177 PS) / 5800         | 105 kW (143 PS) / 5600        | 130 kW (177 PS) / 5800         |
| max. Drehmoment bei min−1      | 215 Nm / 2000–4000            | 250 Nm / 2400–4400               | 215 Nm / 2000–4000            | 250 Nm / 2400–4400               | 207 Nm / 2500–4500            | 245 Nm / 2000–4000             | 207 Nm / 2000–4000            | 245 Nm / 2000–4000             |
| Kraftübertragung               |                               |                                  |                               |                                  |                               |                                |                               |                                |
| Antrieb, serienmäßig           | Vorderradantrieb              | Vorderradantrieb                 | Vorderradantrieb              | Vorderradantrieb                 | Vorderradantrieb              | Vorderradantrieb               | Vorderradantrieb              | Vorderradantrieb               |
| Getriebe, serienmäßig          | 5-Gang-Schaltgetriebe         | 5-Gang-Schaltgetriebe            | 5-Gang-Schaltgetriebe         | 5-Gang-Schaltgetriebe            | 5-Gang-Schaltgetriebe         | 7-Gang-Doppelkupplungsgetriebe | 5-Gang-Schaltgetriebe         | 7-Gang-Doppelkupplungsgetriebe |
| Getriebe, optional             | —                             | (7-Gang-Doppelkupplungsgetriebe) | —                             | (7-Gang-Doppelkupplungsgetriebe) | (6-Gang-Automatikgetriebe)    | —                              | (6-Gang-Automatikgetriebe)    | —                              |
| Messwerte                      |                               |                                  |                               |                                  |                               |                                |                               |                                |
| Höchstgeschwindigkeit          | 180 km/h                      | 185 km/h                         | 180 km/h                      | 185 km/h                         | 180 km/h                      | 185 km/h                       | 180 km/h                      | 185 km/h                       |
| Beschleunigung, 0–100 km/h     | 9,8 s                         | 9,3 s (9,5 s)                    | 9,8 s                         | 9,3 s (9,5 s)                    | k. A. (12,2 s)                | k. A.                          | k. A. (12,2 s)                | k. A.                          |
| Kraftstoffverbrauch auf 100 km | 7,9 l Super                   | 8,3 l Super (9,2 l Super)        | 7,9 l Super                   | 8,2 l Super (8,8 l Super)        | k. A. (8,4 l Super)           | 8,6 l Super                    | k. A. (8,4 l Super)           | 8,6 l Super                    |
| Leergewicht                    | 1541 kg                       | 1590 kg (1630 kg)                | 1541 kg                       | 1590 kg (1661 kg)                | 1541 kg (1590 kg)             | 1661 kg                        | 1541 kg (1590 kg)             | 1661 kg                        |
| Tankinhalt                     | 60 l                          | 60 l                             | 60 l                          | 60 l                             | 60 l                          | 60 l                           | 60 l                          | 60 l                           |

- Werte in runden Klammern für Modelle mit optionalem Getriebe